# Felix Kulow

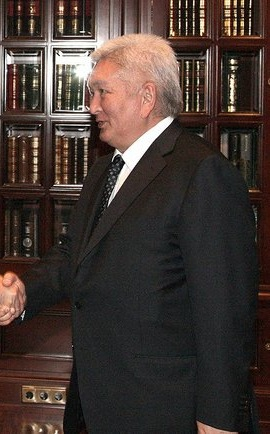
Felix Kulow, 2010

Felix Scharschenbajewitsch Kulow (kirgisisch/russisch Феликс Шаршенбаевич Кулов; * 29. Oktober 1948 in Bischkek, damals Frunse) ist ein kirgisischer Politiker und ehemaliger Premierminister Kirgisistans.

## Leben
Kulow trat mit 18 Jahren in die Miliz ein und studierte dann von 1967 bis 1971 an der Hochschule des sowjetischen Innenministeriums im russischen Omsk. Danach arbeitete er als Kriminalbeamter, u. a. als Leiter der Abteilung für Drogenbekämpfung. 1987 wurde er Stellvertretender Innenminister Kirgisistans, wenig später Innenminister. 1992/93 war er kurze Zeit Vizepräsident, von 1993 bis 1997 Gouverneur des Gebiets Tschüi, 1997/98 Minister für Nationale Sicherheit und 1998/1999 Oberbürgermeister von Bischkek. Bei der Parlamentswahl in Kirgisistan 2000 kandidierte Kulow für einen Sitz im kirgisischen Parlament, nach offiziellen Angaben unterlag er in seinem Wahlbezirk, sodass er nicht in das Parlament einzog. Die Wahl in Kulows Wahlbezirk war von Unregelmäßigkeiten zu Ungunsten Kulows geprägt. Kurz nach der Wahl wurde er verhaftet und im Jahr 2001 von einem Militärgericht wegen angeblichen „Missbrauchs seiner Dienststellung“ zu sieben Jahren Haft verurteilt.
Im Zuge der Tulpenrevolution kam Kulow frei und erhielt in der Übergangsregierung von Präsident Kurmanbek Bakijew den Posten des Sicherheitschefs, den er jedoch schon nach wenigen Tagen wieder abgab, um bei der Präsidentschaftswahl in Kirgisistan 2005 kandidieren zu können. Vor den Wahlen einigten sich Bakijew und Kulow darauf, gemeinsam in einem Tandem die Wahlen anzutreten, um eine Spaltung des Landes zwischen Süd und Nord zu verhindern. Bakijew – am 14. August als Staatspräsident vereidigt – ernannte Kulow am 15. August 2005 zum Premierminister.
Die Regierung unter Kulow trat am 19. Dezember 2006 zurück, wobei Kulow die Amtsgeschäfte kommissarisch weiterführte. In der Folge erhielt Kulow zweimal, zuletzt am 25. Januar 2007, nicht die erforderliche Mehrheit des Parlaments, um sich im Amt bestätigen zu lassen. Am 29. Januar 2007 wählte das Parlament daraufhin den bisherigen Landwirtschafts- und Industrieminister Asim Issabekow zum neuen Premierminister.
Die Nominierung Issabekows sah Kulow als Bruch der Vereinbarung zwischen ihm und Staatspräsident Bakijew. Daraufhin erklärte er, sich den Gegnern Bakijews anschließen zu wollen. Im Februar 2007 gründete Kulow die „Vereinigte Front für eine anständige Zukunft Kirgisistans“, um die oppositionellen Kräfte zu bündeln. Ob dies gelingt, ist indes fraglich; die Sozialdemokratische Partei Kirgisistans will sich der Vereinigten Front ebenso wenig anschließen wie die Kirgisische Bürgergesellschaft von Edil Baisalow.
Bei den Parlamentswahl 2010 zog die von ihm gegründete Partei Ar-Namys ins Parlament ein.